# Теорема Лефшеца про нерухому точку
Теорема Лефшеца про нерухому точку — результат у алгебричній топології про існування нерухомих точок неперервного відображення в себе для досить широких класів топологічних просторів.

## Число Лефшеца
Нехай {\displaystyle X}— зв'язний компактний орієнтовний топологічний многовид або скінченний CW-комплекс (зокрема поліедр — простір гомеоморфний скінченному симпліційному комплексу). У цих випадках сингулярні гомологічні групи {\displaystyle H_{*}(X,\mathbb {Q} )} (для поліедрів еквівалентно симпліційні гомологічні групи) над полем {\displaystyle \mathbb {Q} } є скінченновимірними векторними просторами. 
Нехай {\displaystyle C_{n}(X,\mathbb {Q} ),Z_{n}(X,\mathbb {Q} ),B_{n}(X,\mathbb {Q} ),H_{n}(X,\mathbb {Q} )} — стандартні позначення для n-их компонент елементів відповідних ланцюгових комплексів, циклів, границь і гомологічних груп (деталі у статті Ланцюговий комплекс).
Якщо {\displaystyle f:X\to X} — неперервне відображення, то воно задає лінійні відображення {\displaystyle f_{*}^{n}:H_{n}(X,\mathbb {Q} )\to H_{n}(X,\mathbb {Q} )} 
Нехай {\displaystyle \mathrm {Tr} (f_{*}^{n})} — слід лінійного перетворення.
За означенням, числом Лефшеца відображення {\displaystyle f} називається число
{\displaystyle \Lambda _{f}=\sum _{i=0}^{\infty }(-1)^{n}\mathrm {Tr} (f_{*}^{n}).}

### Властивості числа Лефшеца
- Якщо функції f і g є гомотопно еквівалентними, то {\displaystyle \Lambda _{f}=\Lambda _{g}.}

- У випадку, наприклад, скінченного симпліційного комплексу число Лефшеца можна ввести в інший спосіб. Тоді відображення {\displaystyle f:X\to X} задає лінійні відображення {\displaystyle f_{n}:S_{n}(X,\mathbb {Q} )\to S_{n}(X,\mathbb {Q} )} на скінченновимірних просторах {\displaystyle S_{n}(X,\mathbb {Q} ),} елементи базиса яких є у бієктивній відповідності із n-симплексами симпліційного комплексу. Відображення {\displaystyle f_{n}} одержуються, наприклад композицією відображень {\displaystyle f_{n}:C_{n}(X,\mathbb {Q} )\to C_{n}(X,\mathbb {Q} )} на сингулярному комплексі із ланцюговими відображеннями, що задають еквівалентність симпліційних і сингулярних гомологій. Тоді:

{\displaystyle \Lambda _{f}=\sum _{i=0}^{\infty }(-1)^{n}\mathrm {Tr} (f_{n}).}
Нижче цикли, границі і гомології подані для симпліційного випадку. Для доведення позначимо відображення {\displaystyle f_{n}':B_{n}(X,\mathbb {Q} )\to B_{n}(X,\mathbb {Q} )} і {\displaystyle {\bar {f}}_{n}:S_{n}(X,\mathbb {Q} )/Z_{n}(X,\mathbb {Q} )\to S_{n}(X,\mathbb {Q} )/Z_{n}(X,\mathbb {Q} )}. Із елементарних властивостей сліду лінійних відображень над скінченновимірними векторними просторами випливає, що {\displaystyle \mathrm {Tr} (f_{n})=\mathrm {Tr} (f_{n}')+\mathrm {Tr} (f_{*}^{n})+\mathrm {Tr} ({\bar {f}}_{n})}. Але граничний гомоморфізм {\displaystyle \partial } задає ізоморфізми {\displaystyle {\bar {\partial }}_{n}:C_{n}(X,\mathbb {Q} )/Z_{n}(X,\mathbb {Q} )\to B_{n-1}(X,\mathbb {Q} )} і {\displaystyle {\bar {f}}_{n}={\bar {\partial }}_{n}^{-1}\circ f_{n}'\circ {\bar {\partial }}_{n}}, а тому {\displaystyle \mathrm {Tr} ({\bar {f}}_{n})=\mathrm {Tr} (f_{n-1}')}. Остаточний результат одержується підстановкою виразу {\displaystyle \mathrm {Tr} (f_{*}^{n})} через {\displaystyle \mathrm {Tr} (f_{n}),\mathrm {Tr} (f_{n}')} і {\displaystyle \mathrm {Tr} ({\bar {f}}_{n})} у формулу числа Лефшеца і скороченням {\displaystyle \mathrm {Tr} ({\bar {f}}_{n})} і {\displaystyle \mathrm {Tr} (f_{n-1}'),} які будуть мати різні знаки.
- Якщо у випадку скінченного симпліційного комплексу взяти {\displaystyle f=1_{X}} (одиничне відображення на просторі {\displaystyle X}) то {\displaystyle 1_{*}^{n}:H_{n}(X,\mathbb {Q} )\to H_{n}(X,\mathbb {Q} )} є одиничними відображеннями на гомологічних групах і {\displaystyle \mathrm {Tr} (1_{n})} є рівним кількості симплексів розмірності n (оскільки сингулярні і симпліційні гомології у цьому випадку є еквівалентними). Тому {\displaystyle \Lambda _{1_{X}}=\chi (X)}, тобто число Лефшеца для одиничного відображення є рівним характеристиці Ейлера даного простору.

## Теорема Лефшеца
Найпростіший варіант теореми Лефшеца стверджує, що якщо {\displaystyle \Lambda _{f}\neq 0\,} то неперервне відображення {\displaystyle f:X\to X} має хоча б одну нерухому точку, тобто елемент {\displaystyle x\in X}, для якого {\displaystyle f(x)=x}.

### Формула Лефшеца
Більш детально припустимо, що всі нерухомі точки відображення {\displaystyle f:X\to X} ізольовані.
Для кожної нерухомої точки {\displaystyle x\in X}, позначимо через {\displaystyle i(x)} її індекс Кронекера (локальний степінь відображення {\displaystyle f} в околі точки {\displaystyle x}). Тоді формула Лефшеца для {\displaystyle X} і {\displaystyle f} має вигляд
{\displaystyle \sum _{\{x|f(x)=x\}}i(x)=\Lambda _{f}.}

## Доведення
Нижче подано доведення для поліедрів — просторів гомеоморфних скінченному симпліційному комплексу. 
Припустимо, що {\displaystyle K} є підмножиною деякого евклідового простору {\displaystyle R^{m}}, і {\displaystyle d} — стандартна метрика у {\displaystyle R^{m}}. Оскільки простір {\displaystyle |K|} є компактним і {\displaystyle f} не має нерухомих точок, 
{\displaystyle d(x,f(x))} досягає свого мінімального значення {\displaystyle \delta >0}, у деякій точці {\displaystyle |K|}. Нехай {\displaystyle n} —  ціле число, для якого {\displaystyle \operatorname {mesh} K^{(n)}<{\frac {\delta }{2}}}, і  {\displaystyle g:|K^{(n+t)}|\to |K^{(n)}|} — симпліційне наближення до відображення {\displaystyle f:|K^{(n)}|\to |K^{(n)}|} (деталі щодо позначень і термінології у статті Симпліційний комплекс).
Якщо {\displaystyle h:|K^{(n+t)}|\to |K^{(n)}|} є симпліційним наближенням до одиничного відображення, то {\displaystyle g\simeq f\simeq fh}, тож {\displaystyle g_{*}=f_{*}h_{*}}. Але {\displaystyle h_{*}} є оберненим ізоморфізмом до {\displaystyle \phi _{*}^{t}}, де {\displaystyle \phi } є гомоморфізмом барицентричного підрозбиття ланцюгових комплексів; звідси {\displaystyle f_{*}=g_{*}\phi _{*}^{t}}, тож {\displaystyle g\phi ^{t}:C(K^{(n)})\to C(K^{(n)})} є гомоморфізмом ланцюгових комплексів, що породжує {\displaystyle f_{*}}. 
Зважаючи на еквівалентне означення числа Лефшеца достатньо довести, що для кожного симплекса {\displaystyle \sigma \in K^{(n)}}, значенням {\displaystyle g\phi ^{t}(\sigma )} є лінійна комбінація симплексів жоден з яких не є рівним {\displaystyle \sigma }, бо у цьому випадку очевидно {\displaystyle \mathrm {Tr} (f_{r})=0}. Припустимо, що {\displaystyle \sigma } є симплексом для якого {\displaystyle g\phi ^{t}(\sigma )} містить {\displaystyle \sigma }. Тоді оскільки {\displaystyle \phi ^{t}(\sigma )} є лінійною комбінацією симплексів, що містяться у {\displaystyle \sigma }, отримуємо, що образом хоча б одного з них при відображенні {\displaystyle g} є {\displaystyle \sigma }, а тому існує точка {\displaystyle x\in \sigma } 
для якої також {\displaystyle g(x)\in \sigma } і тому {\displaystyle d(x,g(x))\leqslant \operatorname {mesh} K^{(n)}<{\frac {\delta }{2}}}. Але з властивостей симпліційного наближення випливає, що {\displaystyle f(x)} і {\displaystyle g(x)} належать деякому спільному симплексу і тому {\displaystyle d(f(x),g(x))<{\frac {\delta }{2}}}. Звідси {\displaystyle d(x,f(x))<d(x,g(x))+d(f(x),g(x))<\delta }, що суперечить означенню числа {\displaystyle \delta }.

## Застосування

### Властивості просторів зі скінченними гомологічними групами
Для скінченного лінійно зв'язного симпліційного комплексу K, для якого гомологічні групи {\displaystyle H_{n}(K)=H_{n}(K,\mathbb {Z} )}є скінченними для всіх {\displaystyle n>0}, то будь-яке неперервне відображення {\displaystyle f:|K|\to |K|}має нерухомі точки. Дане твердження є правильним, тому що {\displaystyle H_{n}(K,\mathbb {Q} )\simeq H_{n}(K,\mathbb {Z} )\otimes \mathbb {Q} } і для кожної скінченної абелевої групи G, виконується {\displaystyle G\otimes Q=0}(тривіальна група), натомість для кожного лінійно зв'язного простору {\displaystyle H_{n}(K,\mathbb {Q} )\simeq \mathbb {Q} } і для будь-якого неперервного відображення {\displaystyle f:|K|\to |K|}породжений гомоморфізм {\displaystyle f_{*}^{0}:H_{0}(X,\mathbb {Q} )\to H_{0}(X,\mathbb {Q} )}є одиничним відображенням одновимірного векторного простору; відповідно {\displaystyle \mathrm {Tr} (f_{*}^{0})}і тому {\displaystyle \Lambda _{f}=1.}
Наслідками цього твердження є:
- Якщо K є стягуваним простором, наприклад кулею, то {\displaystyle H_{n}(K)=0} для всіх {\displaystyle n>0}то будь-яке неперервне відображення {\displaystyle f:|K|\to |K|}має нерухомі точки. Таким чином теорема Брауера про нерухомі точки є частковим випадком теореми Лефшеца.
- Для дійсного проективного простору {\displaystyle \mathbb {R} \mathbb {P} ^{n}}де {\displaystyle n}є парним числом для всіх {\displaystyle r>0}гомологічні групи {\displaystyle H_{r}(K)}є рівними {\displaystyle 0}або {\displaystyle \mathbb {Z} _{2}}і тому будь-яке неперервне відображення {\displaystyle f:\mathbb {R} \mathbb {P} ^{n}\to \mathbb {R} \mathbb {P} ^{n}}має нерухомі точки.

### Неперервні відображення на сферах
Нехай тепер {\displaystyle f:S^{n}\to S^{n}} — неперервне відображення сфери, що не має нерухомих точок. Єдиними ненульовими гомологічним групами у цьому випадку є {\displaystyle H_{0}(S^{n},\mathbb {Q} )\simeq H_{n}(S^{n},\mathbb {Q} )\simeq \mathbb {Q} } і {\displaystyle f_{*}^{0}:H_{0}(X,\mathbb {Q} )\to H_{0}(X,\mathbb {Q} )}є одиничним лінійним відображенням, а {\displaystyle f_{*}^{n}:H_{n}(X,\mathbb {Q} )\to H_{n}(X,\mathbb {Q} )}задається як {\displaystyle f_{*}^{n}(\sigma )=d\sigma }для деякого раціонального числа d. Тоді {\displaystyle \Lambda _{f}=1+(-1)^{n}d=0} і тому {\displaystyle d=(-1)^{n+1}}.
- Наслідком цього твердження є те, що для парного числа {\displaystyle n}для довільного неперервного відображення {\displaystyle f:S^{n}\to S^{n}} гомотопного одиничному існують нерухомі точки. Звідси зокрема отримується твердження про відсутність неперервних дотичних векторних полів, що не є рівні нулю в усіх точках для сфер {\displaystyle S^{2n}}.

### Компактні групи Лі
Нехай тепер G — лінійно зв'язна компактна група Лі і T — максимальний тор у цій групі. Позначимо X = G/T. Тоді X є компактним многовидом і для кожного {\displaystyle g\in G} відображення
{\displaystyle f_{g}:X\to X\quad f_{g}(xT)=gxT}
є диференційовним. Оскільки група є лінійно зв'язною то всі відображення {\displaystyle f_{g}} є  гомотопно еквівалентними одиничному відображенню і тому числа Лефшеца всіх цих відображень є рівними характеристиці Ейлера простору X. Можна довести, що {\displaystyle \chi (X)=\left|N(T)/T\right|,} тобто порядку факторгрупи нормалізатора максимального тора по самому максимальному тору. Ця факторгрупа завжди є скінченною.
З теореми Лефшеца випливає, що кожне відображення {\displaystyle f_{g}} має нерухому точку для якої {\displaystyle xT=gxT}. Тоді зокрема {\displaystyle x^{-1}gx\in T}, тобто кожен елемент групи G є спряженим із деяким елементом максимального тора T. Якщо взяти топологічний генератор якогось іншого тора (топологічним генератором групи називається елемент {\displaystyle g}такий, що множина степенів {\displaystyle g^{n}}є щільною у групі; для максимальних торів у компактних групах Лі топологічні генератори завжди існують)  то звідси випливає, що два максимальні тори у групі G є спряженими. Це твердження є важливим у теорії представлень компактних груп Лі.